# Corosync
Corosync (Corosync Cluster Engine) — проект с открытым исходным кодом, реализующий систему группового общения для отказоустойчивых кластеров. Является развитием проекта OpenAIS и опубликован в соответствии с модифицированной лицензией BSD.

## Особенности
Проект предоставляет четыре набора API для языка Си:
- «Закрытая группа процессов» (англ. Closed Process Group — CPG) — модель взаимодействия, реализующая виртуальную синхронизацию[англ.], которая гарантирует, что процессы на узлах кластера получат одинаковые сообщения в одинаковом порядке.
- «Простой менеджер доступности» (англ. Simple Availability Manager — SAM), отслеживающий состояния приложений и позволяющий их перезапускать после сбоя.
- «База данных конфигурации» (англ. Configuration database — confdb) в оперативной памяти, позволяющая получать конфигурацию и статистику Corosync, менять конфигурацию и получать уведомления об её изменениях.
- «Кворум[англ.]» (англ. quorum) — система, оповещающая приложения о том, достигнут кворум (необходимое минимальное количество активных узлов кластера) или нет.

Программное обеспечение предназначено для работы в сетях UDP/IP и InfiniBand.

## Архитектура
Программное обеспечение создано как исполняемые бинарные файлы, использующие клиент-серверную модель взаимодействия между библиотеками и сервисными инструментами. Модули, называемые сервисными инструментами, загружаются в Corosync и используют сервисы, предоставляемые внутренним API Corosync.
Сервисы, предоставляемые внутренним API Corosync:
- Реализация протокола «Упорядочивание и членство в одиночном кольце связи» (англ. Totem Single Ring Ordering and Membership)[3], обеспечивающего расширенную модель виртуальной синхронизации[англ.][4] сообщений.
- Coroipc — высокопроизводительная система межпроцессного взаимодействия через разделяемую память.[5]
- Объектная база данных, реализуемая через хранение в оперативной памяти (англ. in-memory database).
- Системы маршрутизации сетевых и межпроцессных сообщений через сервисные инструменты.

## История
Проект был анонсирован в июле 2008 года на конференции Linux Symposium в Оттаве. Исходный код проекта OpenAIS был реорганизован так, что инфраструктурные компоненты были помещены в Corosync, а API SA Forum остался в OpenAIS.
Во второй версии corosync (2012) изменена система кворума, ставшая составной частью демона, и отключена поддержка сторонних дополнений. Corosync 2 доступен с Fedora 17 и RHEL 7.